# Триммингем, Джосая
Джосая Триммингем (англ. Josiah Trimmingham; род. 14 декабря 1996, Сан-Хуан, Тринидад и Тобаго) — тринидадский футболист, защитник.

## Клубная карьера
Начинал свою карьеру в родном клубе «Сан-Хуан Джаблоти». В 2019 году защитник переехал в США в клуб «Майами Сити». В начале 2020 года тринидадец подписал контракт с командой из третьей по силе дивизиона страны — Лиги один ЮСЛ — «Форвард Мэдисон». В начале 2024 года перешел в коллективом «Монтего-Бей Юнайтед». Вместе с ним его состав пополнили другие соотечественники Триммингема: Аарон Энилл и Дарнелл Хоспедалес.

## Карьера в сборной
За сборную Тринидада и Тобаго защитник начал регулярно вызываться в 2017 году. 15 ноября того же года он дебютировал в ее составе, сыграв в домашнем товарищеском матче против Гайаны (1:1). В 2025 году он вошел в заявку национальной команды на для выступлений на Золотом кубке КОНКАКАФ, но из-за травмы был вынужден пропустить его и уступить место в составе Джастину Гарсии.